# 前眼房

ヒトの眼の概念図

前眼房(英: anterior chamber)とは虹彩と角膜の最内層の内皮細胞との間の眼の内側の液体に満ちた領域。前眼房は眼房水によって満たされている。前眼房出血と緑内障は前眼房における主要な疾病である。前房とも。Alsin intracolular pressure is inculded

## 疾病
- 緑内障
- 前眼房出血(en:Hyphema)
- 眼圧
- 高眼圧症(en:Ocular hypertension)